# Piper subglabrifolium
Piper subglabrifolium är en pepparväxtart som beskrevs av C. Dc.. Piper subglabrifolium ingår i släktet Piper och familjen pepparväxter. Inga underarter finns listade i Catalogue of Life.